# Gençay
Gençay là một xã, tọa lạc ở tỉnh Vienne trong vùng Nouvelle-Aquitaine, Pháp. Xã này có diện tích 4,74 kilômét vuông, dân số năm 2006 là 1669 người. Xã nằm ở khu vực có độ cao trung bình 125 m trên mực nước biển. Dân địa phương danh xưng tiếng Pháp là Gencéens.

## Biến động dân số
| Năm | 1962  | 1968  | 1975  | 1982  | 1990  | 1999  | 2006  |
| --- | ----- | ----- | ----- | ----- | ----- | ----- | ----- |
| Dân số | 1 076 | 1 154 | 1 343 | 1 545 | 1 580 | 1 601 | 1 669 |
| From the year 1962 on: No double counting—residents of multiple communes (e.g. students and military personnel) are counted only once. |       |       |       |       |       |       |       |